# Safe as Milk
Albums de Captain Beefheart
Strictly Personal
(1968)
Safe as Milk est le premier album de Captain Beefheart & His Magic Band, sorti en 1967. Les morceaux font état d'une forte influence venue du blues, mais il contient également divers éléments comme des paroles surréalistes et une métrique biscornue, qui deviendront plus tard la marque de fabrique de Beefheart.
L'album est également notable par la participation du guitariste Ry Cooder, alors âgé de 20 ans seulement.
Malgré son caractère éminemment avant-gardiste, l'album ne reçut qu'un accueil très mitigié et ne fut réellement apprécié que par un petit nombre d'initiés. En Europe il semble que Safe as Milk ait eu un impact légèrement supérieur ; il fut en particulier remarqué par John Lennon, alors membre des Beatles, qui lui fit une petite publicité en placardant des autocollants promotionnels de l'album dans certaines parties de sa maison.
L'album est cité dans l'ouvrage de référence de Robert Dimery Les 1001 albums qu'il faut avoir écoutés dans sa vie.

## Titres
Face A
1. "Sure 'Nuff 'n Yes I Do" (Don Van Vliet, Herb Bermann) – 2:15
2. "Zig Zag Wanderer" (Van Vliet, Bermann) – 2:40
3. "Call on Me" (Van Vliet)[5] – 2:37
4. "Dropout Boogie" (Van Vliet, Bermann) – 2:32
5. "I'm Glad" (Van Vliet) – 3:31
6. "Electricity (en)" (Van Vliet, Bermann) – 3:07

Face B
1. "Yellow Brick Road" (Van Vliet, Bermann) – 2:28
2. "Abba Zaba" (Van Vliet) – 2:44
3. "Plastic Factory" (Van Vliet, Bermann, Jerry Handley) – 3:08
4. "Where There's Woman" (Van Vliet, Bermann) – 2:09
5. "Grown So Ugly" (Robert Pete Williams) – 2:27
6. "Autumn's Child" (Van Vliet, Bermann) – 4:02

CD bonus
En 1999 Buddha Records a sorti une réédition de l'album avec les pistes suivantes en supplément (toutes écrites par Don Van Vliet) :
1. "Safe as Milk" (Take 5) – 4:13
2. "On Tomorrow" – 6:56
3. "Big Black Baby Shoes" – 4:50
4. "Flower Pot" – 3:55
5. "Dirty Blue Gene" – 2:43
6. "Trust Us" (Take 9) – 7:22
7. "Korn Ring Finger" – 7:26